# Véronique Courjault
Véronique Courjault (nacida en 1968 en el departamento francés de Maine-et-Loire) es una asesina serial francesa que confesó haber asesinado a tres de sus hijos, dos de los cuales almacenó en un congelador de su casa. Su caso ha sido referido en los medios de comunicación como el "afaire de los bebés congelados," o "el caso de los bebés del congelador".

## La familia Courjault
Véronique Courjault es esposa del ingeniero Jean-Louis Courjault (nacido en 1966). Después de su matrimonio en 1994, tuvieron dos hijos, nacidos en 1995 y 1997.
Después de vivir en Francia, la familia se estableció en Seúl (Corea del Sur) en 2002, mientras mantenían una casa en la ciudad francesa de Tours.

## Cronología de acontecimientos
El 23 de julio de 2006, Jean-Louis Courjault, regresando a Seúl después de pasar unas vacaciones en Francia, encontró dos cadáveres infantiles en el congelador familiar. Unos cuantos días más tarde, pruebas de ADN realizados por las autoridades surcoreanas confirmaron que los niños eran hijos del matrimonio Courjault.
El 22 de agosto de 2006, Jean-Louis y Véronique Courjault realizaron una conferencia de prensa durante la que ambos rechazaron los resultados de las pruebas de ADN y afirmaron que aquello era una conspiración llevada a cabo por rivales comerciales de Jean-Louis Courjault.
El caso fue transferido a Francia donde nuevas pruebas de ADN fueron realizadas. El 12 de octubre de 2006, Véronique Courjault admitió haber matado a ambos bebés y congelado los cuerpos después de sus nacimientos, en 2002 y 2003 en Corea del Sur. También confesó haber matado a un tercer neonato y quemado su cuerpo en una chimenea en 1999 mientras la pareja todavía vivía en Francia.
En enero de 2009, el caso en contra de Jean-Louis Courjault fue desestimado. Declaró públicamente que nunca haya sido consciente de los embarazos de su mujer y que ella los mantuvo en secreto.
El 18 de junio de 2009, Véronique Courjault fue encontrada culpable de haber asesinado a tres de sus hijos por un tribunal francés y fue sentenciada a 8 años en prisión.
Véronique Courjault fue puesta en libertad el 17 de mayo de 2010, tras casi 4 años en prisión.